# Something Else by the Kinks
Pour les articles homonymes, voir Something Else.
Albums de The Kinks
Face to Face
(1966) The Kinks Are the Village Green Preservation Society
(1968)
 (février 2016).
Si vous disposez d'ouvrages ou d'articles de référence ou si vous connaissez des sites web de qualité traitant du thème abordé ici, merci de compléter l'article en donnant les références utiles à sa vérifiabilité et en les liant à la section « Notes et références ».
Something Else by the Kinks est un album des Kinks, paru en 1967.
Au moment où la mode est au flower power, hymnes hippies et arrangements complexes, les Kinks, et en particulier Ray Davies, optent pour la simplicité. La pochette garde bien un style propre à cette année 1967 : mélange rétro-moderne à la Sgt. Pepper's Lonely Hearts Club Band des Beatles : 1900, Charles Dickens, Oscar Wilde... Le psychédélique est évoqué au travers de l'entrelacement art déco des fioritures graphiques. Le nom de l'album annonce cependant « Quelque chose d’autre » et, de fait, aucune des chansons ne revient aux fameux accords rythmés ayant au départ lancé les Kinks (You really got me, Till the end of the day, I need you...).

## L'album

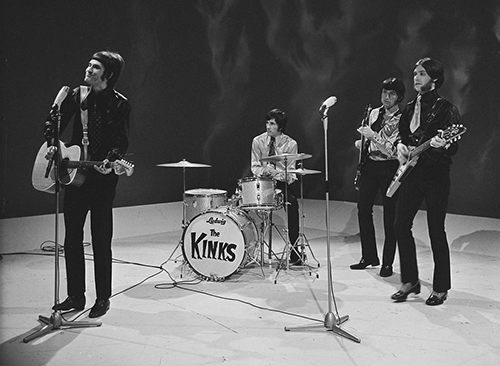
The Kinks en 1967.

La chanson Waterloo Sunset fut élue trente ans plus tard « plus belle chanson des sixties » par les lecteurs du Melody Maker. La femme de Ray Davies (Rasa) en crée et chante les chœurs et ajoute une touche dramatique à cette prouesse littéraire mise en musique.
Les plages sont d'une grande variété, tantôt bossa nova (No Return), tantôt pop (Two Sisters, David Watts), chansons à boire, voire protest song (Death of a Clown, Harry Rag), rock (Love Me Till the Sun Shines, Funny Face), expérimentation en changements de ton permanents sur enchaînements de glissandi étranges (Lazy Old Sun) ou encore symphonie pop rétro (End of the Season). Dave, l'irrévérencieux cadet Davies, a pris une part importante dans cette œuvre : il signe de son nom propre Death of a Clown, qu'il chante seul (le reste du groupe ne faisant que les chœurs) et publie un 45 tours solo.
L'album sort la même année que Sgt Peppers, des Beatles. S'il ne monte qu’à la 35e place des hits du Royaume-Uni, sa chanson Death of a Clown caracole en haut des charts. L'album déroute avec ses chansons fleurant bon les vacances populaires, les repas familiaux, le thé « so british » (Afternoon Tea) – que le Lovely Rita des Beatles mentionne il est vrai aussi –, ses pubs britanniques : au moment où l’on vante le LSD et les trips, il est plutôt question ici de thé et de ponts sur la Tamise. Les Kinks rompent aussi avec la partie mods de leur public pour chanter des problèmes sociaux (Situation Vacant). Cet album fait quitter au groupe le mainstream de la pop pour une musique hors mode, et qui veut témoigner, en observateur apolitique, des réalités sociales de son temps. Autumn Almanac deviendra d'ailleurs un classique de la chanson populaire.

## Réception critique
Le magazine Rolling Stone place l'album en 289e position de son classement des 500 plus grands albums de tous les temps.
Il est également cité dans l'ouvrage de référence de Robert Dimery Les 1001 albums qu'il faut avoir écoutés dans sa vie.

## Titres
Toutes les chansons sont écrites et composées par Ray Davies, sauf indication contraire.
| 1. | David Watts      |                         | 2:32 |
| 2. | Death of a Clown | Dave Davies, Ray Davies | 3:04 |
| 3. | Two Sisters      |                         | 2:01 |
| 4. | No Return        |                         | 2:03 |
| 5. | Harry Rag        |                         | 2:16 |
| 6. | Tin Soldier Man  |                         | 2:49 |
| 7. | Situation Vacant |                         | 3:16 |

| 8.  | Love Me Till the Sun Shines | Dave Davies | 3:16 |
| 9.  | Lazy Old Sun                |             | 2:48 |
| 10. | Afternoon Tea               |             | 3:27 |
| 11. | Funny Face                  | Dave Davies | 2:17 |
| 12. | End of the Season           |             | 2:57 |
| 13. | Waterloo Sunset             |             | 3:15 |

| 14. | Act Nice and Gentle                             |                         | 2:39 |
| 15. | Autumn Almanac                                  |                         | 3:05 |
| 16. | Susannah's Still Alive (en)                     | Dave Davies             | 2:22 |
| 17. | Wonderboy (en)                                  |                         | 2:49 |
| 18. | Polly                                           |                         | 2:51 |
| 19. | Lincoln County                                  |                         | 3:12 |
| 20. | There's No Life Without Love                    | Dave Davies             | 2:01 |
| 21. | Lazy Old Sun (Unreleased Alternate Stereo Take) | Dave Davies, Ray Davies | 2:53 |

## Personnel
Membres du groupe
- Ray Davies – chant, guitare rythmique, harmonica
- Dave Davies – lead guitare, guitare 12 cordes, chœurs, chant (sur les morceaux 2, 8, 11, 16 et 19)
- Pete Quaife – basse, chœeurs
- Mick Avory – batterie, percussions

Autres
- Nicky Hopkins – clavier, piano, orgue, harpe
- Rasa Davies – chœurs